# Tschernomorski (Krasnodar, Sewerski)
Tschernomorski (russisch Черномо́рский) ist eine Siedlung städtischen Typs in der Region Krasnodar in Russland mit 8626 Einwohnern (Stand 14. Oktober 2010).

## Geographie
Die Siedlung liegt am Nordwestrand des Großen Kaukasus gut 40 Kilometer südwestlich der Regionshauptstadt Krasnodar. Nördlich des Ortes erstreckt sich die intensiv landwirtschaftlich genutzte Niederung des etwa 25 km entfernt fließenden Kuban, während unmittelbar südlich die bewaldeten Ausläufer des Kaukasus ansteigen.
Tschernomorski gehört zum Rajon Sewerski und befindet sich etwa 15 km westlich von dessen Verwaltungszentrum, der Staniza Sewerskaja. Es ist Sitz der Stadtgemeinde Tschernomorskoje gorodskoje posselenije, zu der außerdem die Siedlungen Nowopetrowski (6 km nördlich), Oktjabrski (1,5 km westlich) und Sputnik (2,5 km nordwestlich) sowie die Weiler (chutor) Karski (3 km südöstlich), Kipjatschi (3 km südlich) und Wessjoly (2 km nördlich) gehören.

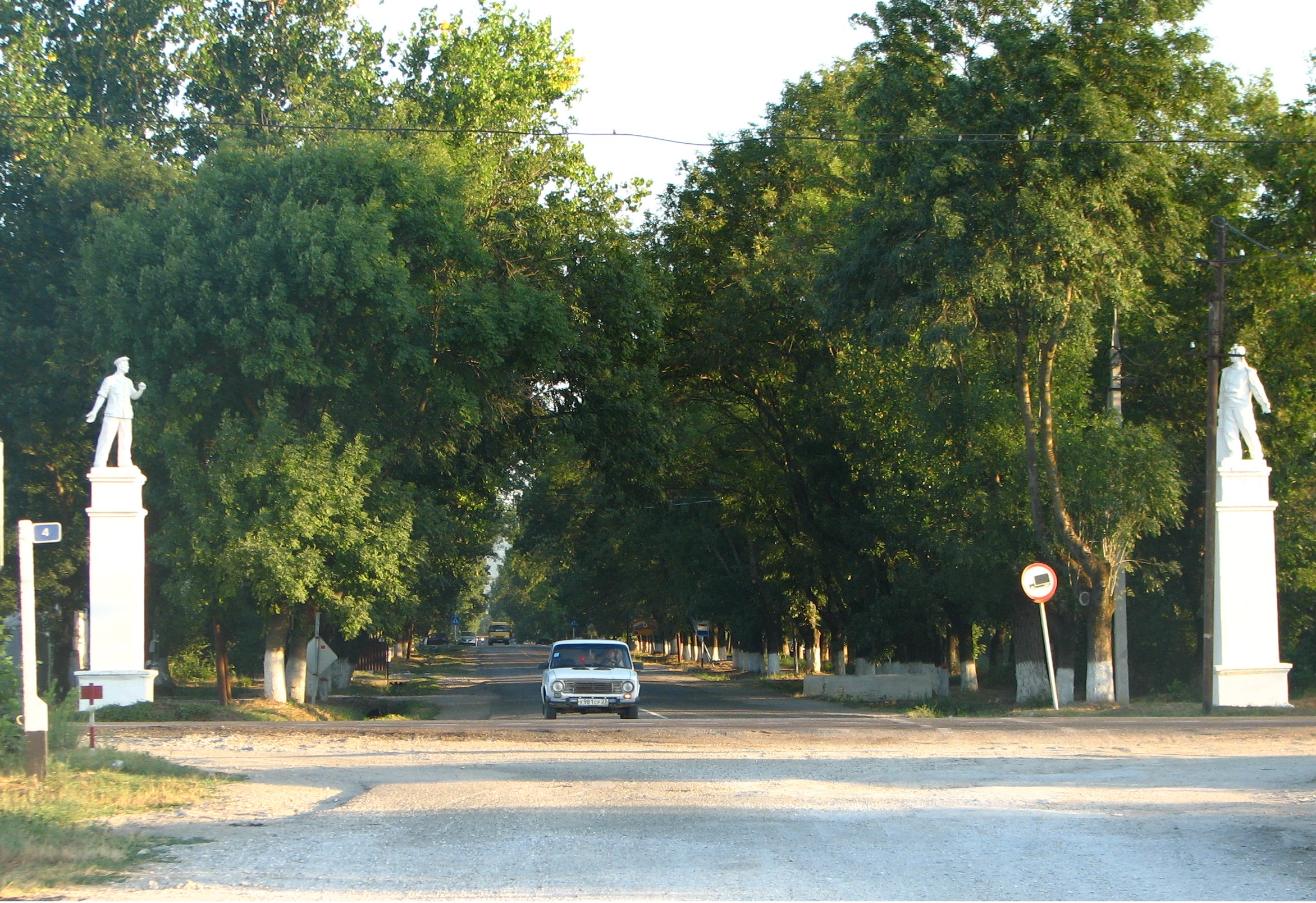
Einfahrt in die Siedlung
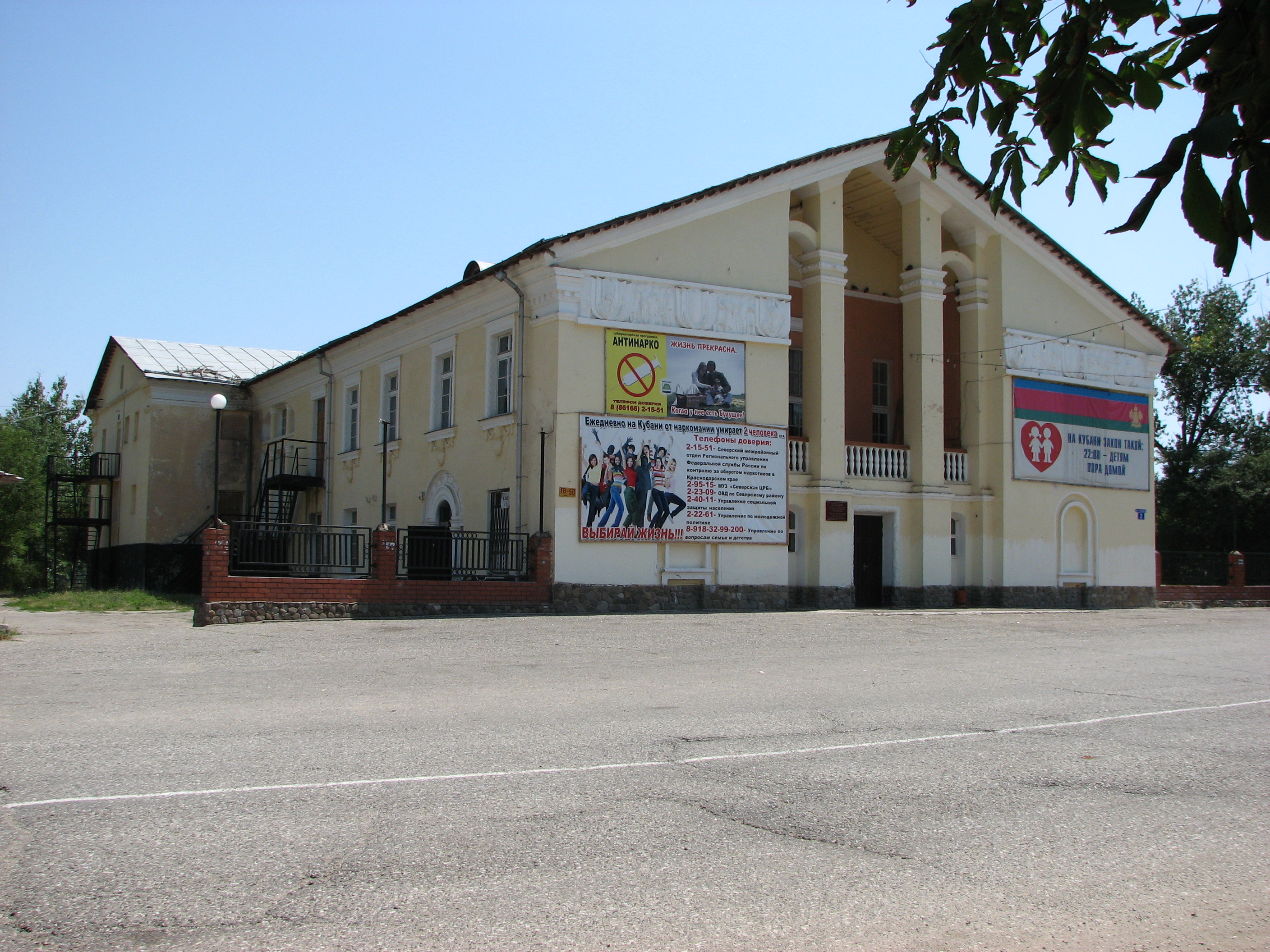
Kulturhaus
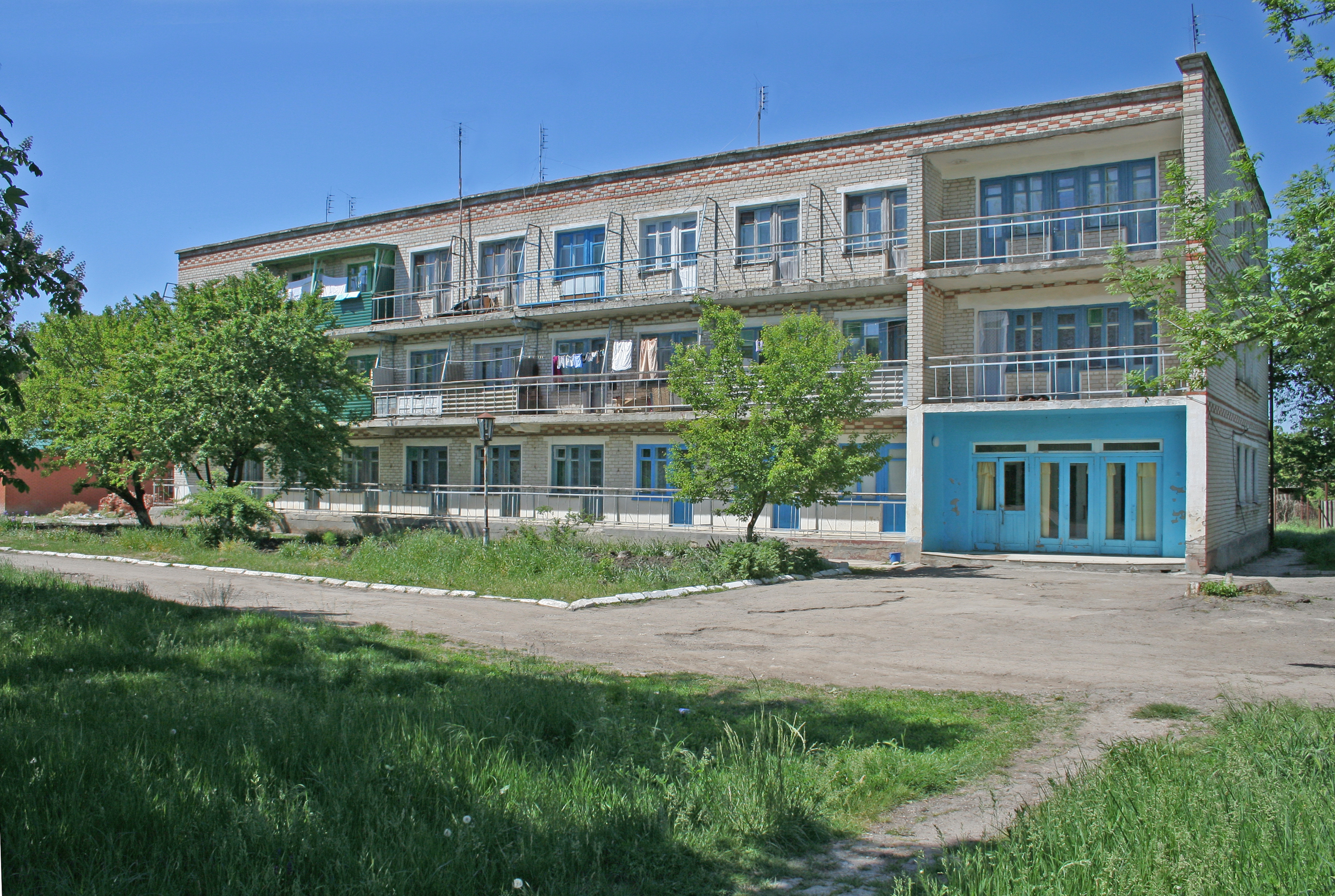
Wohnheim für Erdölarbeiter
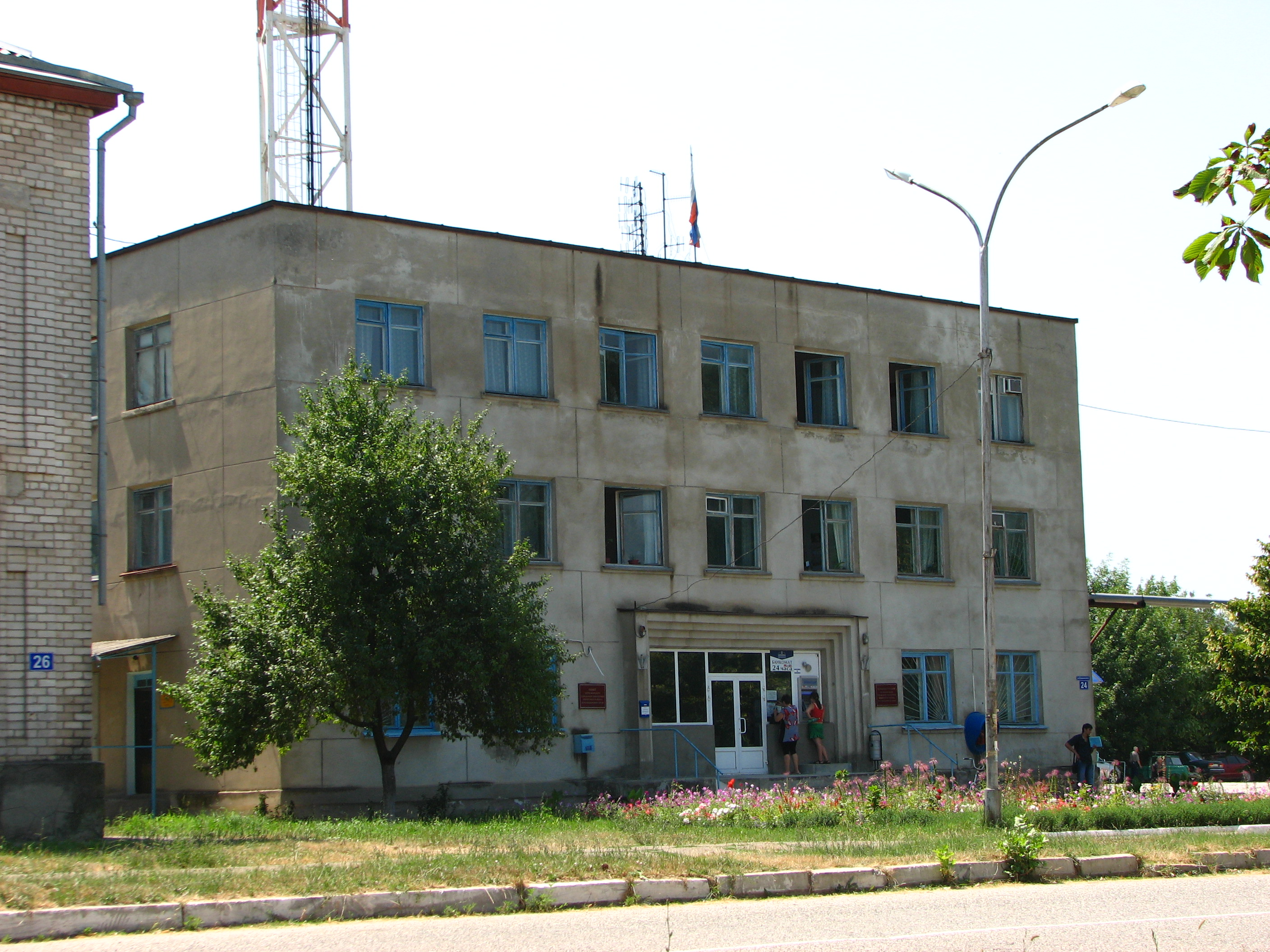
Gemeindeverwaltung
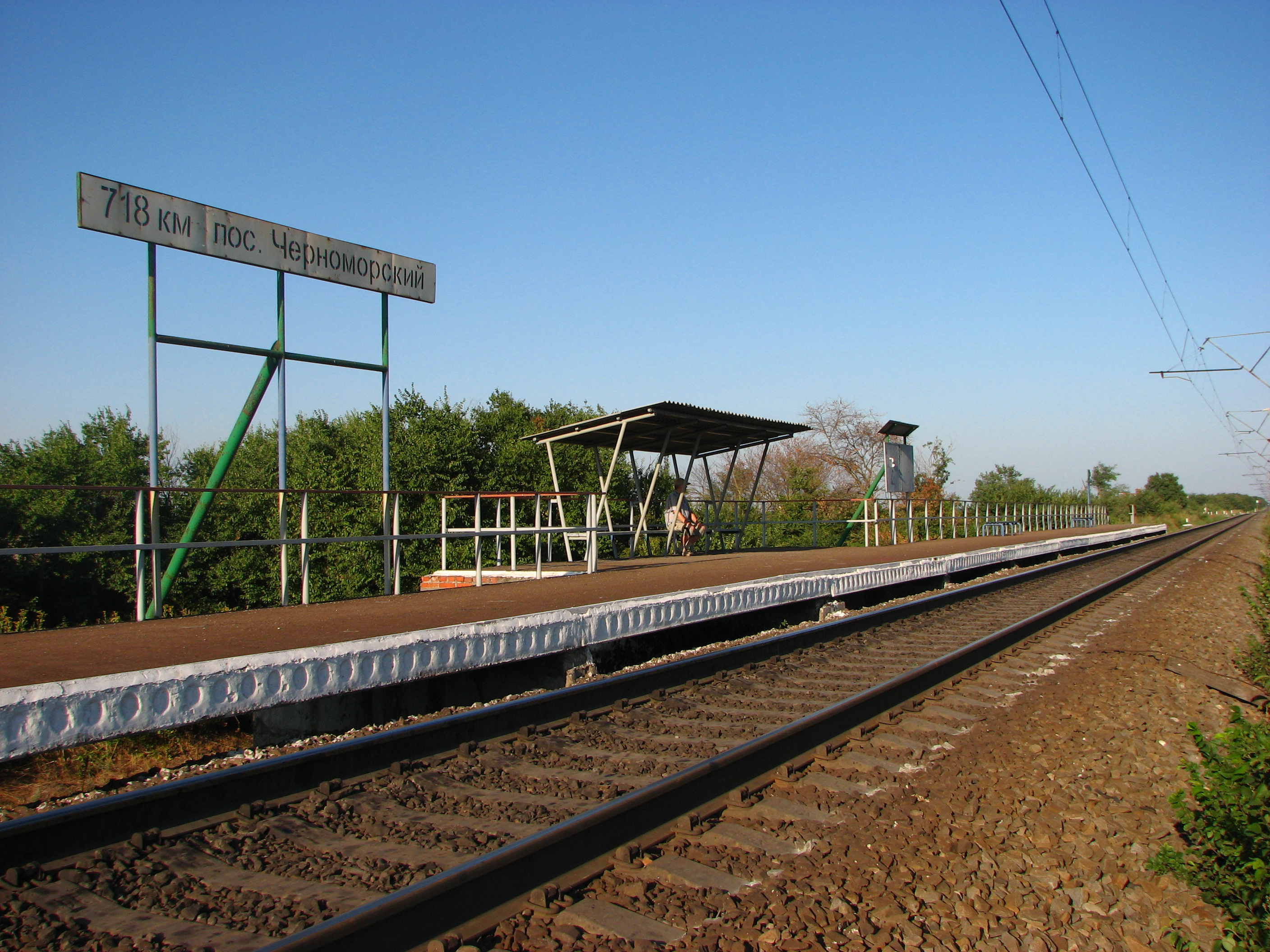
Haltepunkt Tschernomorski

## Geschichte
Der Ort entstand im Zusammenhang mit der Erschließung eines bereits seit 1863 bekannten Erdölvorkommens, die kurz nach der Rückeroberung des Gebietes durch die Rote Armee während des Zweiten Weltkriegs im Februar 1943 begann. Die erste ergiebige Erdölbohrung wurde 1944 niedergebracht, und 1947 wurde mit der Errichtung einer Arbeitersiedlung begonnen, die zunächst die Bezeichnung Sozgorodok trug (abgekürzt für Sozialistisches Städtchen). 1949 erhielt der Ort den Status einer Siedlung städtischen Typs unter dem heutigen Namen, etwa „Schwarzmeer-Siedlung“, von russisch Tschornoje more für „Schwarzes Meer“, hier mit Bezug zum dortigen erdölfördernden Betrieb Tschernomorneft.

### Bevölkerungsentwicklung
| Jahr | Einwohner |
| ---- | --------- |
| 1959 | 10.110    |
| 1970 | 8.081     |
| 1979 | 8.181     |
| 1989 | 8.398     |
| 2002 | 8.346     |
| 2010 | 8.626     |

Anmerkung: Volkszählungsdaten

## Verkehr
Nördlich der Siedlung führt die von der Nordkaukasischen Eisenbahn betriebene, 1888 eröffnete, auf diesem Abschnitt 1994 und durchgehend im Jahr 2000 elektrifizierte Eisenbahnstrecke Tichorezkaja – Krasnodar – Krymskaja – Noworossijsk vorbei. An dieser befindet sich beim Gemeindeteil Sputnik der Bahnhof Chabl (Streckenkilometer 720 ab Wolgograd), etwas näher zur Siedlung der Haltepunkt Tschernomorski (km 718).
Am nördlichen Rand von Tschernomorski verläuft auch die Fernstraße A146, die die M4 Don bei Krasnodar mit der A290 (ehemals M25) verbindet und eine kürzere Alternativroute zum Schwarzmeerhafen Noworossijsk darstellt und Teil der Europastraße 115 ist.

## Persönlichkeiten
- Ilja Schiguljow (* 1996), Fußballspieler